# Aleksander Podwapiński
Aleksander Podwapiński, w zakonie brat Wawrzyniec Maria Aleksander Podwapiński (ur. 2 lutego 1903 w Radoszycach, zm. 18 czerwca 1983 w Warszawie) – franciszkanin konwentualny, jeden z najwybitniejszych polskich zegarmistrzów, autor podręcznika dla zegarmistrzów.

## Życiorys
Po ukończeniu szkoły średniej przeniósł się do Krakowa, gdzie ukończył studia ekonomiczne w Akademii Handlowej. W kwietniu 1929 roku wstąpił do zakonu franciszkanów, otrzymał imię Wawrzyniec. Został przyjęty do klasztoru w Niepokalanowie, który w 1927 roku założył św. Maksymilian Kolbe.
Należał do najbliższych współpracowników o. Maksymiliana Kolbego, był przez jakiś czas jego osobistym sekretarzem. Brał udział we wznoszeniu budynków klasztornych w Niepokalanowie. Organizował i kierował pracami budowlanymi, później kierował działalnością wydawniczą. Należał do niepokalanowskiej Ochotniczej Straży Pożarnej.
Po wybuchu II wojny światowej w wyniku tułaczki we wrześniu 1939 roku brat Wawrzyniec znalazł się w Iwacewiczach Poleskich, tam przeszedł kilkumiesięczną praktykę zegarmistrzowską. Po powrocie do Niepokalanowa w 1940 roku, na polecenie o. Kolbego, założył warsztat naprawy zegarków i uczył współbraci zegarmistrzostwa.
W 1941 opuścił Niepokalanów i ukrywał się w Bieszczadach. W 1942 roku powrócił do klasztoru i zdał egzamin czeladniczy w zawodzie zegarmistrzowskim. Na początku 1946 roku zdał egzamin mistrzowski.
W latach 1949–1951 odbywał trzyletni korespondencyjny kurs zegarmistrzowski w British Horological Institute w Londynie.
Utrzymywał kontakty z osobami oraz instytucjami związanymi z techniką zegarową. Współpracował z fabrykami zegarów w Łodzi i w Toruniu, z ośrodkami naukowo-badawczymi.
W 1981 został odznaczony Złotym Krzyżem Zasługi.
Zasłynął jako autor monumentalnego dwunastotomowego podręcznika dla zegarmistrzów zaliczanego do klasyki literatury zegarmistrzowskiej.
Praca niepokalanowskich zegarmistrzów, Wawrzyńca Podwapińskiego i Bernarda Bartnika, została udokumentowana w filmie pt. Po szóstej podnosi się wierzbówka, który powstał w 1982 roku, we współpracy Wytwórni Filmów Oświatowych w Łodzi z Telewizją Polską.

## PodręcznikZegarmistrzostwo
1. Wawrzyniec Podwapiński: Zegarmistrzostwo. T. I: Historia, nauka i praca. Niepokalanów: Wydawnictwo oo. Franciszkanów, 1948. (pol.). Brak numerów stron w książce
2. Wawrzyniec Podwapiński: Zegarmistrzostwo. T. II: Materiałoznawstwo zegarmistrzowskie i części zamienne. Niepokalanów: Wydawnictwo oo. Franciszkanów, 1948. (pol.). Brak numerów stron w książce
3. Wawrzyniec Podwapiński: Zegarmistrzostwo. T. III: Maszyny, narzędzia i przybory zegarmistrza. Niepokalanów: Wydawnictwo oo. Franciszkanów, 1949. (pol.). Brak numerów stron w książce
4. Wawrzyniec Podwapiński: Zegarmistrzostwo. T. IV: Czas, kosmografia i zegary słoneczne. Niepokalanów: Wydawnictwo oo. Franciszkanów, 1950. (pol.). Brak numerów stron w książce
5. Wawrzyniec Podwapiński: Zegarmistrzostwo. T. V: Zegary wieżowe. Niepokalanów: Wydawnictwo oo. Franciszkanów, 1952. (pol.). Brak numerów stron w książce
6. Wawrzyniec Podwapiński: Zegarmistrzostwo. T. VI: Zegary i zegarki mechaniczne. Niepokalanów: Wydawnictwo oo. Franciszkanów, 1956. (pol.). Brak numerów stron w książce
7. Wawrzyniec Podwapiński: Zegarmistrzostwo. T. VII: Technologia warsztatowa. Warszawa: Wydawnictwo Przemysłu Lekkiego i Spożywczego, 1962. (pol.). Brak numerów stron w książce
8. Wawrzyniec Al. Podwapiński, Bernard St. Bartnik: Zegarmistrzostwo. T. VIII: Naprawa zegarów i zegarków mechanicznych. Warszawa: Wydawnictwo Przemysłu Lekkiego i Spożywczego, 1967. (pol.). Brak numerów stron w książce
9. Wawrzyniec Podwapiński: Zegarmistrzostwo. T. IX: Elektryczne czasomierze pojedyncze. Gdynia: LIBRA, 1974. (pol.). Brak numerów stron w książce
10. Bernard St. Bartnik, Wawrzyniec Al. Podwapiński: Zegarmistrzostwo. T. X: Zegary elektryczne zespołowe. Warszawa: Wydawnictwa Szkolne i Pedagogiczne, 1985. (pol.). Brak numerów stron w książce
11. Bernard St. Bartnik, Wawrzyniec Al. Podwapiński: Zegarmistrzostwo. T. XI: Zegary i zegarki specjalne – konstrukcja, działanie i naprawa. Warszawa: Wydawnictwa Szkolne i Pedagogiczne, 1985. (pol.). Brak numerów stron w książce
12. Bernard St. Bartnik, Wawrzyniec Al. Podwapiński: Zegarmistrzostwo. T. XII: Ilustrowany słownik zegarmistrzowski. Warszawa: Wydawnictwa Szkolne i Pedagogiczne, 1990. (pol.). Brak numerów stron w książce

Ostatnie trzy tomy ukazały się już po śmierci autora.